# 치경 전동음
치경 전동음(齒莖顫動音)은 자음의 하나로 이나 잇몸에서 조음되는 전동음이다.

## 조음 방법
- 혀끝을 치조(또는 치조구개나 치조후)에 힘을 준 채로 댄다.
- 공기를 강하게 내뱉는다. (이때 혀에 힘이 풀리면 안 된다.)
- 그대로 성대를 울린다.

## 특징
- 폐쇄와 파열을 반복하는 전동음이다.
- 혀를 치조나 그 주변에 대는 치조음이다.
- 조음할 때 성대가 울리는 유성음이다.
- 입을 통하여 공기가 빠져나가는 구강음이다.
- 기류가 혀 옆이 아니라 중앙으로 빠져나가는 중설음이다.
- 발성 방법은 인후나 입이 아니라 폐로부터 발성기관으로 공기가 빠져나가는 폐장기류음이다.

## 발음의 예
- 스페인어, 이탈리아어: 첫소리의 r과 음절 중의 rr에서 이 소리가 난다.
- 자르마어: rr에서 이 소리가 난다.
- 헝가리어, 루마니아어, 체코어, 쇼나어, 핀란드어, 말레이어, 포르투갈어, 웨일스어, 스위스 표준 독일어, 콩고의 모노어: r에서 이 소리가 난다.
- 세르보크로아트어: 키릴 문자 표기의 р, 라틴 문자 표기의 r에서 이 소리가 난다.
- 러시아어, 불가리아어, 추바시어, 우크라이나어: р에서 이 소리가 난다.
- 태국어: ร, ฤ, ฤๅ에서 이 소리가 난다.
- 이디시어: 히브리 문자 표기의 ר, 라틴 문자 표기의 r에서 이 소리가 난다.
- 총가어: r, rh, rw, rwh에서 이 소리가 난다. rh는 유기음, rw는 순음화, rwh는 순음화 유기음이다.